# کامیسانو ویچنتینو
کامیسانو ویچنتینو (به ایتالیایی: Camisano Vicentino) یک کومونه در ایتالیا است که در استان ویچنزا واقع شده‌است.

## خصوصیات
کامیسانو ویچنتینو ۳۰ کیلومترمربع مساحت و ۹٬۵۲۰ نفر جمعیت دارد و ۲۷ متر بالاتر از سطح دریا واقع شده‌است.

## خواهرخوانده
شهر Fuerte Olimpo خواهرخواندهٔ کامیسانو ویچنتینو هست.